# Aleksandr Bernardazzi
Aleksandr Osipowicz Bernardazzi (ros. Александр Осипович Бернардацци; ur. 19 czerwca?/1 lipca 1831 w Piatigorsku, zm. 1907 w Fastowie) – rosyjski architekt szwajcarskiego pochodzenia, działający głównie w guberni besarabskiej i w Odessie, wieloletni architekt miejski Kiszyniowa.

## Życiorys
Był synem szwajcarskiego architekta Giuseppe Bernardazziego, który przybył do Rosji za panowania Aleksandra I. Ukończył studia na Uniwersytecie Architektury i Budownictwa w Petersburgu. Po uzyskaniu dyplomu został skierowany do pracy w komisji ds. budownictwa i dróg w guberni besarabskiej na niższym stanowisku technicznym. W 1856 r. został naczelnym architektem miejskim Kiszyniowa i pozostawał na tym stanowisku do 1878 r. Jest autorem szeregu projektów budynków świeckich i sakralnych w stolicy guberni besarabskiej oraz w innych miastach na jej terenie. Określa się go mianem architekta, który odmienił Kiszyniów. W 1875 r. za swoje prace otrzymał honorowe obywatelstwo tego miasta. Należał do Towarzystwa Architektów Cywilnych i do Petersburskiego Towarzystwa Architektów.
W 1883 r. przeprowadził się do Odessy, gdzie wykładał na Uniwersytecie Noworosyjskim i kontynuował działalność projektową.
Zmarł w Fastowie podczas wyjazdu służbowego. Został pochowany w Kiszyniowie na cmentarzu luterańskim w grobowcu rodzinnym. Nagrobek i miejsce pochówku zniszczono po II wojnie światowej, gdy cała nekropolia została zrównana z ziemią, a na jej miejscu wzniesiono m.in. kino Gaudeamus. W 1982 r. na budynku zaprojektowanej przez niego cerkwi św. Teodory odsłonięto tablicę pamiątkową ku jego czci.

## Najważniejsze projekty

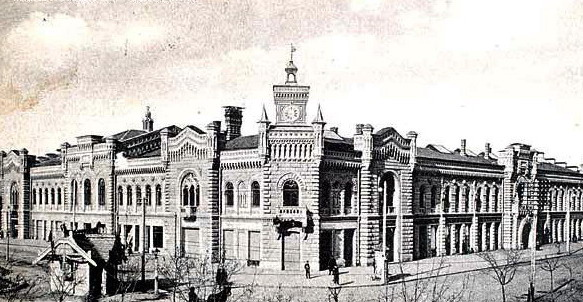
Budynek Dumy Miejskiej w Kiszyniowie

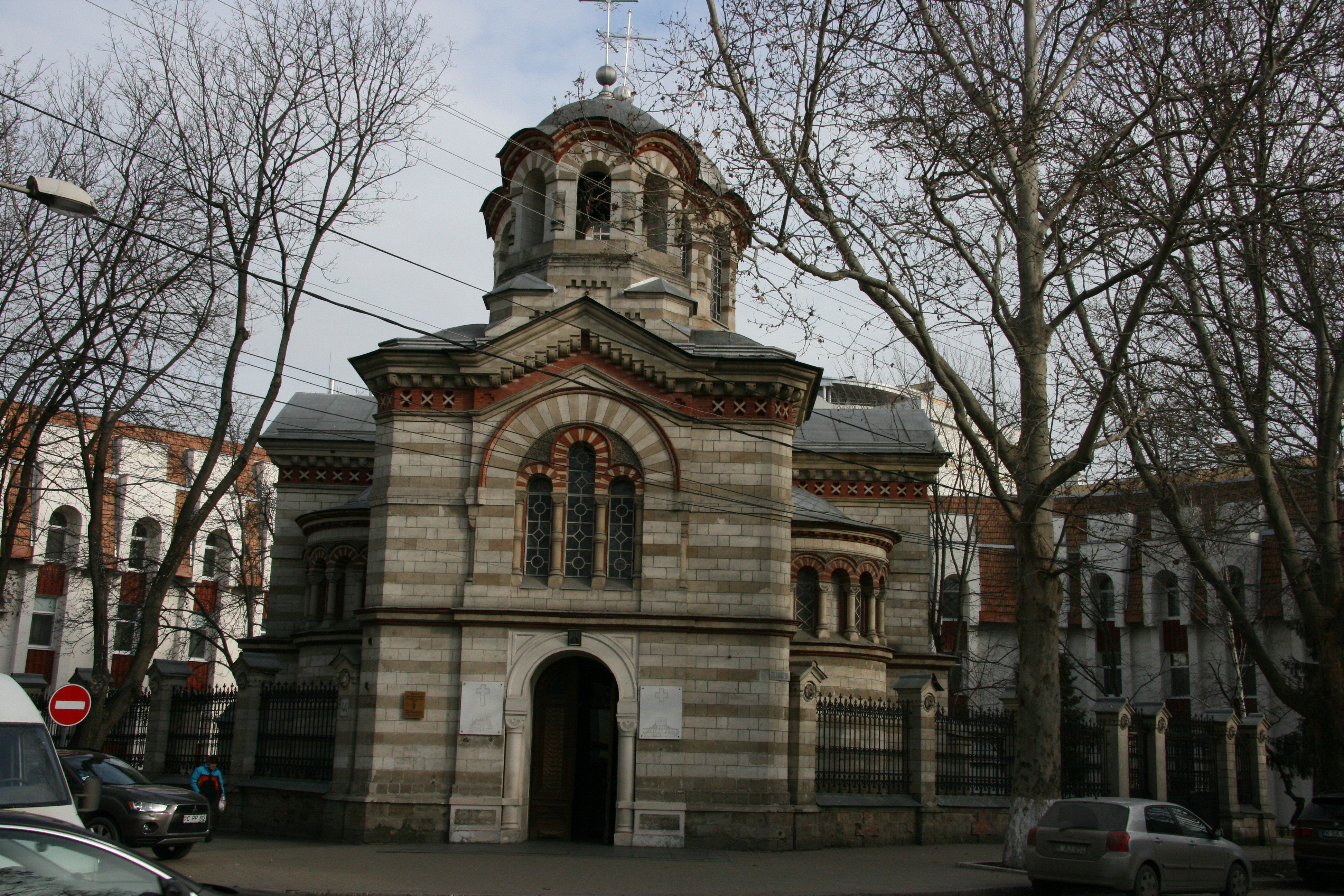
Cerkiew św. Pantelejmona w Kiszyniowie

- budynek Dumy Miejskiej w Kiszyniowie (obecnie ratusz)[2]
- budynek żeńskiego liceum Natalii Dadiani w Kiszyniowie (obecnie Narodowe Muzeum Sztuki)[2]
- cerkiew św. Teodory w Kiszyniowie, przy gimnazjum żeńskim prowadzonym przez ziemstwo[6]
- cerkiew św. Pantelejmona w Kiszyniowie[2]
- wieża ciśnień w Kiszyniowie (obecnie muzeum Kiszyniowa)[2]
- dworzec kolejowy w Kiszyniowie[2]
- rezydencja Jekatieriny Râșcanu-Dierożynskiej w Kiszyniowie[7]
- budynek sądu w Kiszyniowie (obecnie siedziba kolei mołdawskich)[2]
- pałac Manuk-beja w Hîncești[2]
- przebudowa kościoła ormiańskiego w Kiszyniowie[8]
- cerkiew św. Aleksandra Newskiego w Ungheni[2]
- sobór św. Mikołaja w Eupatorii[1]
- dzwonnica monasteru Nowy Neamț (budowa ukończona po śmierci Bernardazziego)[9]